# Kostel Nejsvětější Trojice (Běhařovice)
Kostel Nejsvětější Trojice je římskokatolický chrám v Běhařovicích v okrese Znojmo. Je chráněn jako kulturní památka České republiky.
Kostel, původně postavený pro evangelíky dal postavit roku 1596 majitel Tavíkovic Jiří Kryštof Teuffel. Zasvěcen byl Nejsvětější Trojici. V roce 1884 prošel důkladnou opravou. Při této opravě byla snížena věž, která měla původně tři zvony.
Koncem 60. let 20. století, po druhém vatikánském koncilu, inicioval místní farář Josef Fiala rekonstrukci interiéru kostela. V roce 1969 byl do kostela instalován provizorní dřevěný oltář, který byl poté nahrazen mramorovou menzou podle plánu Viktora Dohnala. Tento architekt pro kostel navrhl i nový svatostánek a křtitelnici. Svatostánek vytvořili Heřman a Karel Kotrbovi, křtitelnici pasíř Tomáš Třasák, obojí v roce 1973. V roce 1978 namaloval Karel Rechlík novou křížovou cestu, farář Josef Fiala ji ale nepřijal, v roce 1984 byla instalovaná křížová cesta výtvarníka Jiřího Říhy.
Vzácné štukové dekorace se nacházejí hlavně v presbytáři, sjednocujícím motivem jsou hlavičky beránků (beránek představuje symbol připomínající oběť Ježíše Krista). Kostel představuje cennou renesanční památku s gotickými reminiscencemi, dominantu obce i okolí. Jde o farní kostel farnosti Běhařovice. 
Ve věži kostela jsou celkem čtyři zvony.

Zvon z roku 1596 (1120 kg) věnoval Jiří Kryštov Teufel z Grundersdorfu, pán na Tavíkovicích.

Zvon z roku 1631 (672 kg, tón A1) věnoval Ondřej z Ostešova, pán na Tavíkovicích.

Dva nové zvony pořídili farníci a odlila je Laetitie Dytrichová v Brodku u Přerova.

Zvon sv. Anežka (1300 kg, tón ES) byl pořízen v roce 1990 za 250 tisíc Kč.

Zvon sv. Josef (380 kg, tón B) byl pořízen v roce 1991 za 40 tisíc Kč.

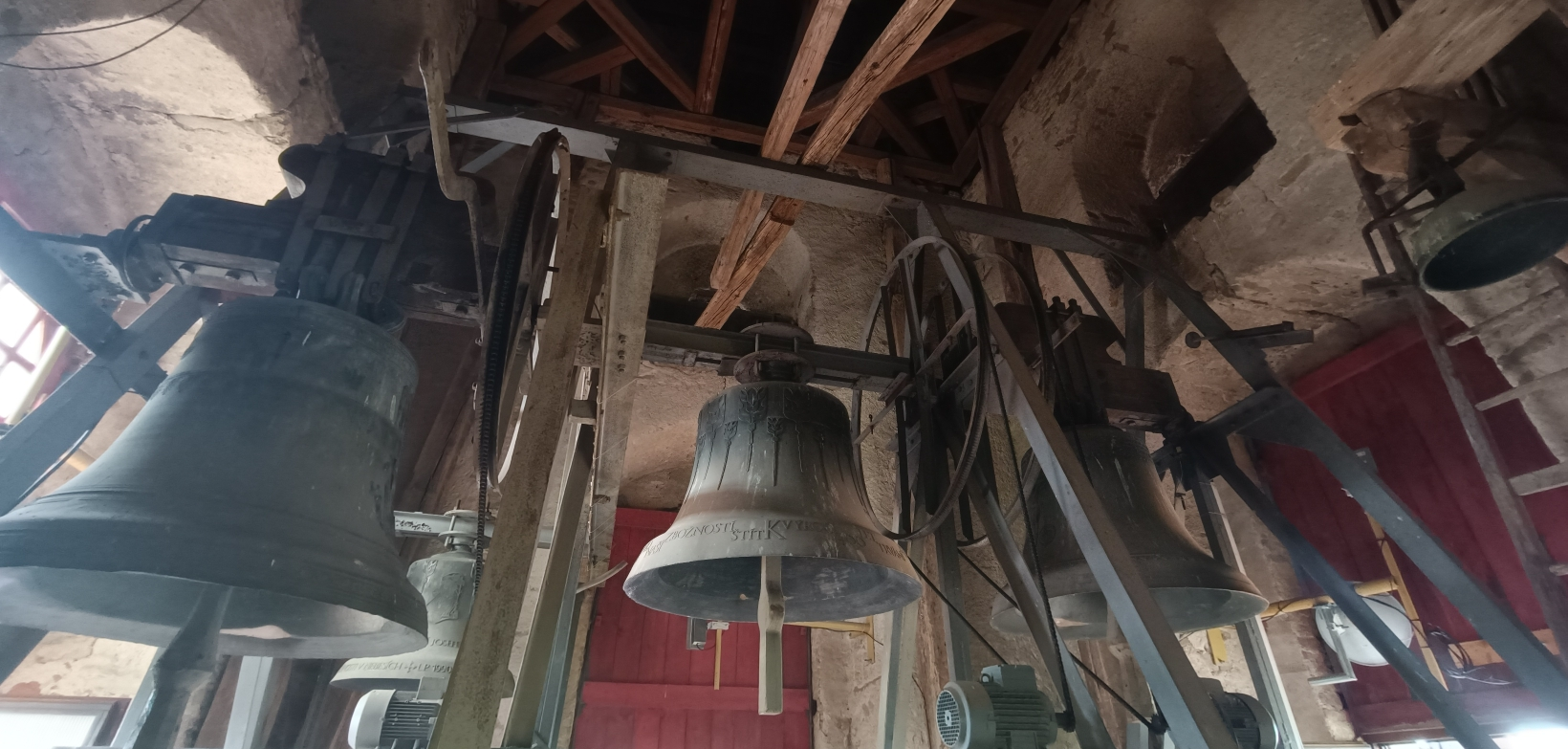
Ve věži kostela jsou celkem čtyři zvony.
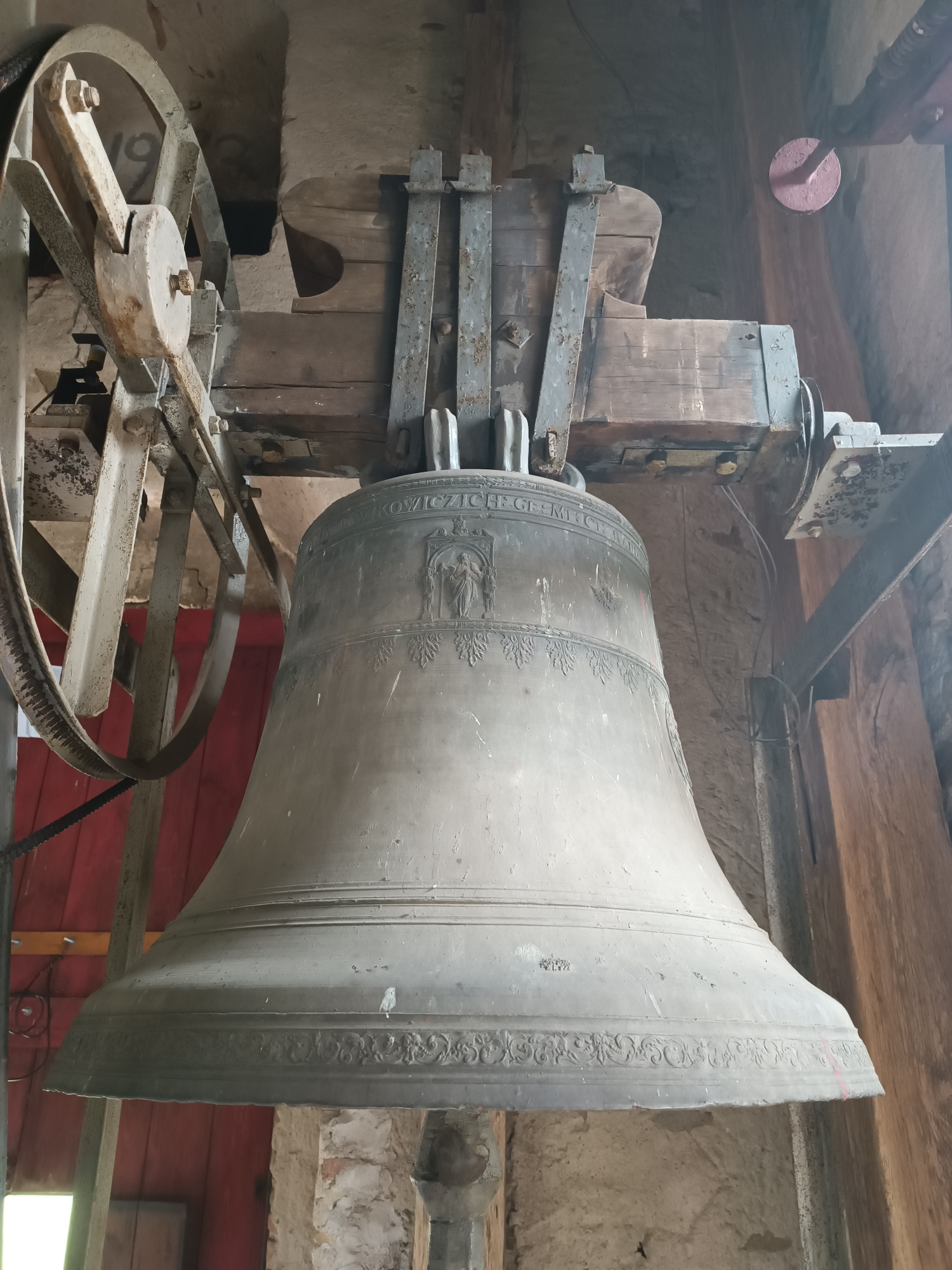
Zvony jsou z roku 1596 a 1631.
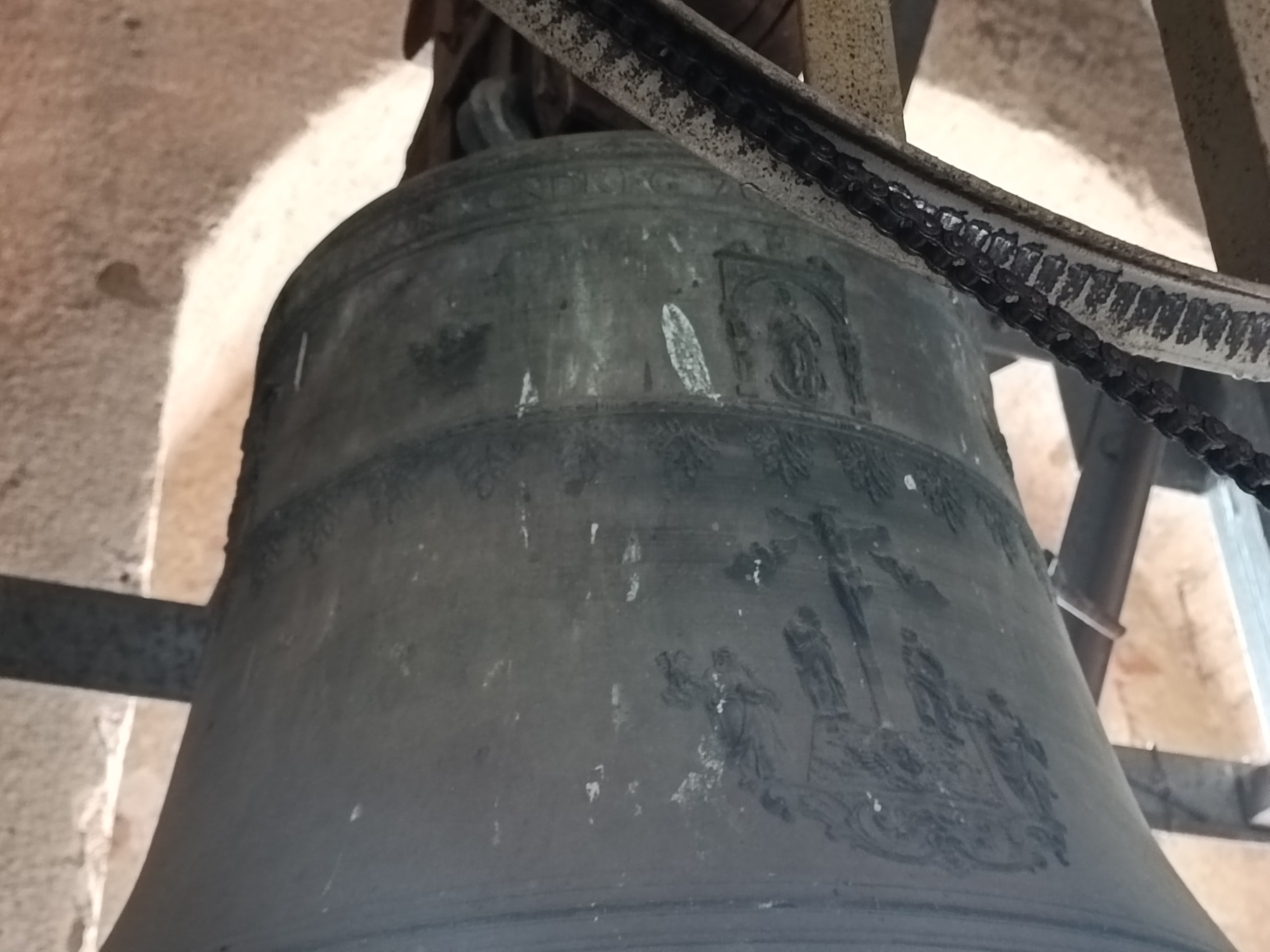
Zvony jsou z roku 1596 a 1631.
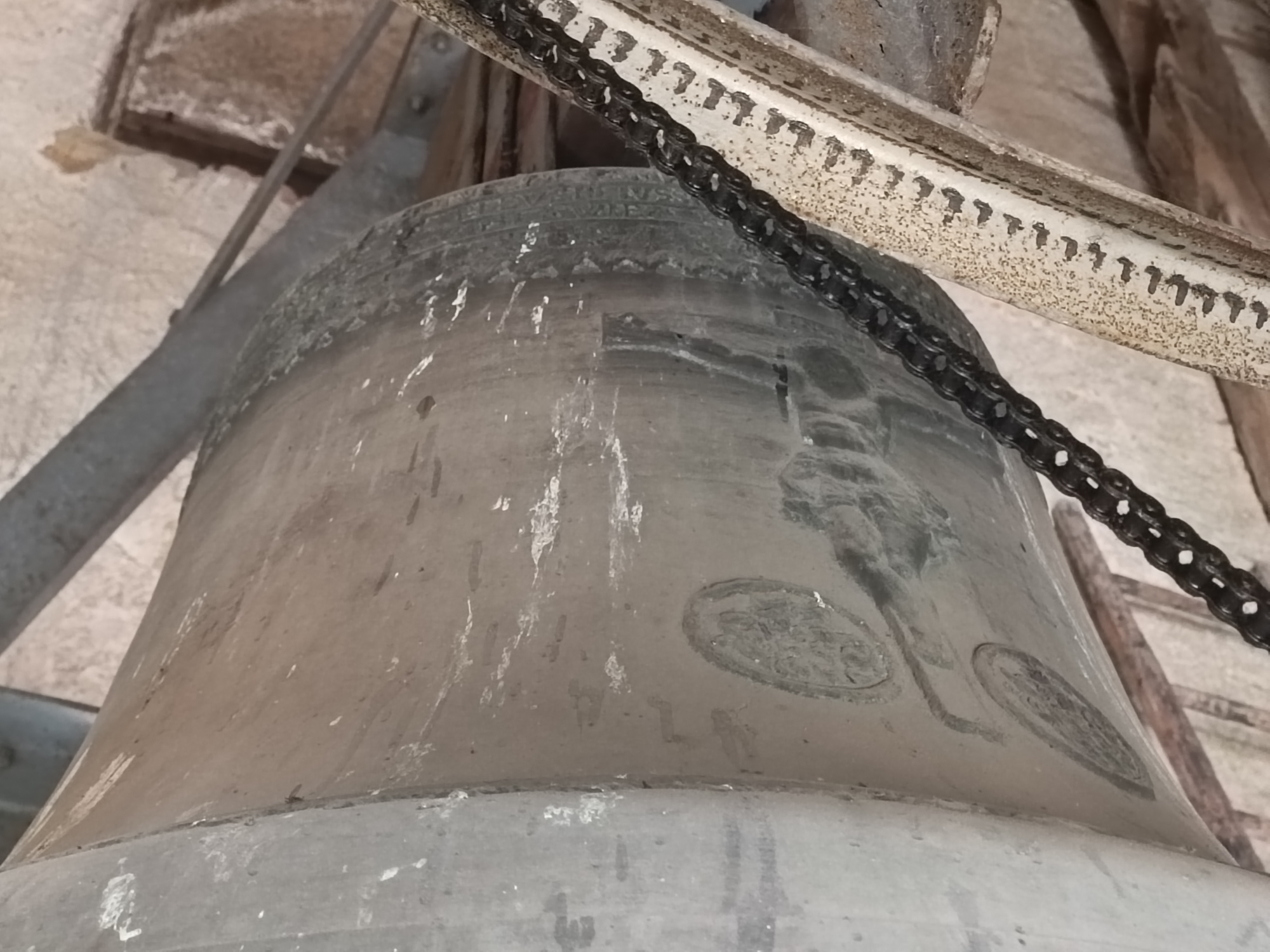
Zvony jsou z roku 1596 a 1631.